# Dietrich Mateschitz
Dietrich Mateschitz (Sankt Marein im Mürztal, Austrija, 20. svibnja 1944. ‒ Salzburg, 22. listopada 2022.) bio je austrijski milijarder, suosnivač i 49%-ni vlasnik tvrtke Red Bull GmbH, proizvođača napitka Red Bull. Hrvatskog je podrijetla.
Rodio se u hrvatskoj prosvjetarskoj obitelji.

## Vanjske poveznice
- Večernji.hr – Preminuo milijarder Dietrich Mateschitz, vlasnik Red Bulla
- Frankfurter Allgemeine Zeitung – Michaela Seiser: »Dietrich Mateschitz – Energielieferant für den Rennsport« (njem.)
- Neue Zürcher Zeitung – Philipp Bärtsch: »Dietrich Mateschitz war in der Welt des Sports mehr Gestalter als Sponsor – und ein Dorn im Auge der Traditionalisten« (njem.)